# ヒット・ザ・ライツ
ヒット・ザ・ライツ（Hit The Lights)は、アメリカ合衆国オハイオ州ライマにて結成されたポップ・パンク・バンドである。

## 略歴
2003年夏に、アメリカ北東部に位置するオハイオ州ライマにて結成。バンド名は1989年の映画『Gleaming the Cube』に出てくるスケートボードのトリック名からとった。そして、2004年に自主制作EP『Leaving Town Tonight』をリリースし、2005年には二枚目となる自主制作EP『Until We Get Caught』を発表。
そしてインディーズレーベルの"Triple Crown label"と契約を結ぶことに成功し、2006年4月11日に、プロデューサーにボーイズ・ライク・ガールズらを手掛けてきたマット・スクワイアを迎えて制作されたアルバム『ディス・イズ・ア・スティック・アップ…ドント・メイク・イット・ア・マーダー』でデビューを飾った。
その後も地道にライブ活動を行いながら徐々に人気を獲得していっていた最中の2007年、突如ヴォーカリストのコリン・ロスが脱退を表明した。ギタリストであったニック・トンプソンがボーカルに転向し、新たなギタリストにケヴィン・マホニーを加えてニューアルバムの作成を開始し、2008年7月8日に2枚目のアルバム『スキップ・スクール、スタート・ファイツ』をリリースした。また、このアルバムはBillboard 200にて初登場97位を記録した。
その後、2010年にメジャーレーベルのユニバーサル・レコードへと移籍した。
2012年1月31日、3枚目のアルバム『インヴィクタ』をリリース。Billboard 200にて初登場129位を記録した。
バンドは2014年4月14日にピュアノイズレコードと契約。
2014年8月21日、ヒット・ザ・ライツはプロデューサーのカイル・ブラックとともに4枚目のスタジオアルバムのレコーディングを終えた。『サマー・ボーンズ』は2015年1月12日に発表され、2015年3月24日にリリースされた。
2015年1月にモーション・シティ・サウンドトラックのCommit This to Memory記念ツアーで公演。また、4月にはカルテルのChroma記念ツアーのサポート バンドを務めた。その後、 5月にはチャンク!ノー・キャプテン・チャンク!のGet Lost, Find Yourselfツアーのサポートバンドを務めた。
2016年4月と5月にSeawayと共同ヘッドライナーを務め、Can't SwimとCasey Bollesがサポートを務めた。Boston Manorもツアーに出演する予定だったが、ビザの問題でキャンセルとなった。アコースティックEP『Just to Get Through to You』は2016年5月6日にリリース。
2022年9月23日、バンドはギタリストのカイル・マイテが2022年9月20日にトラック事故で亡くなったことを発表し、バンドはすべてのソーシャルメディアにハッシュタグ#kylemaiteforeverを投稿した。

## メンバー
在籍中のメンバー
- ニック・トンプソン / Nick Thompson – リードボーカル（2007年 - ）、リードギター・バッキングボーカル（2003年 - 2007年）
- デヴィッド・デイヴ・バーモスク / David "Dave" Bermosk – ベース・バッキングボーカル（2003年 - ）
- ネイト・ヴァン・デイム / Nate Van Dame – ドラム（2005年 - ）
- オマー・ゼヘリー / Omar Zehery – リズムギター・バッキングボーカル（2003年 - 2016年、2023年 - ）、リードギター（2007年）
- ケビン・マハニー / Kevin Mahoney – リードギター・バッキングボーカル（2008年 - ）

旧メンバー
- ライアン・レイドボー / Ryan Radebaugh – ドラム・パーカッション（2003年 - 2005年）
- コリン・ロス / Colin Ross – リードボーカル（2003年 - 2007年）
- カイル・マイテ / Kyle Maite – ギター（2016年 - 2022年、死去）

## ディスコグラフィー

### アルバム
| タイトル                                                                  | 詳細 | 最高位  |
| タイトル                                                                  | 詳細 | Top 200 |
| ------------------------------------------------------------------------- | --- | ------- |
| ディス・イズ・ア・スティック・アップ…ドント・メイク・イット・ア・マーダー | - 原題: This Is a Stick Up... Don't Make It a Murder - 発売日: 2006年4月11日 - レーベル: トリプル・クラウン | —       |
| スキップ・スクール、スタート・ファイツ                                    | - 原題: Skip School, Start Fights - 発売日: 2008年7月8日 - レーベル: トリプル・クラウン                     | 97      |
| インヴィクタ                                                              | - 原題: Invicta - 発売日: 2012年1月31日 - レーベル: レザー&タイ / ソニー                                    | 129     |
| サマー・ボーンズ                                                          | - 原題: Summer Bones - 発売日: 2015年3月24日 - レーベル: ピュア・ノイズ                                     | —       |

### EP
- Leaving Town Tonight (2004)
- Until We Get Caught (2005)
- Coast to Coast - EP (2009)
- Invicta EP (2011)
- Just to Get Through to You (2016)

### スプリット
- From Ohio with Love (2004)